# Carezzano
Carezzano là một đô thị ở tỉnh Alessandria trong vùng Piedmont của Italia, có vị trí cách khoảng 100 km về phía đông nam của Torino và khoảng 25 km về phía đông nam của Alessandria. Tại thời điểm ngày 31 tháng 12 năm 2004, đô thị này có dân số 429 người và diện tích là 10,3 km².
Đô thị Carezzano có các frazioni (các đơn vị cấp dưới, chủ yếu là các làng) Carezzano Maggiore and Carezzano Superiore.
Carezzano giáp các đô thị: Cassano Spinola, Castellania, Costa Vescovato, Paderna, Sant'Agata Fossili, Tortona, và Villalvernia.